# Micryletta hekouensis
Micryletta hekouensis — вид жаб родини карликових райок (Microhylidae). Описаний у 2021 році.

## Поширення
Ендемік Китаю. Відомий лише з типового населеного пункту — містечко Наньсі, Хекоу-Яоський автономний повіт, Хунхе-Хані-Їська автономна префектура, провінція Юньнань.

## Назва
Видова назва hekouensis вказує на типове місцезнаходження — Хекоу-Яоський автономний повіт.

## Опис
Тіло завдовжки 20 мм. Ділянки над мордою, верхні повіки, ділянки позаду повік і спина надпліччя золотисті. Інші частини спинки майже суцільні чорні або жовтувато-сірі з коричнево-чорними смугами. Бічні сторони голови та тіла чорні або жовтувато-сірі, біла смужка проходить від нижньої передньої частини ока вздовж верхньої губи назад до передньої кінцівки. Черевна сторона тіла і кінцівки рожево-коричневі. Підборіддя у дорослих самців коричнево-чорне, є дрібні та неправильні білі мармурові візерунки на грудях і бічних ділянках черевця.